# Parque de diversão de Pripyat
O Parque de diversão de Pripyat é um parque temático abandonado localizado em Pripyat, Ucrânia. Seria aberto durante as comemorações do dia Primeiro de Maio de 1986, mas os planos foram cancelados no dia 26 de abril, quando houve o desastre de Chernobil, ocorrido a alguns quilômetros do parque. Algumas fontes reportam que o parque chegou a ser aberto rapidamente no dia 27 de abril antes do anúncio de evacuação e um site mostra fotos do parque em operação. Teorias de que o parque foi aberto apressadamente como consequência do desastre para distrair os moradores são fundamentadas no fato de alguns brinquedos nunca terem sido completamente terminados, como a roda-gigante, que apresenta seu revestimento incompleto. De qualquer maneira, o parque tornou-se um marco do acidente nuclear de Chernobil.

## Atrações
Foi construído durante a União Soviética como um Парк культуры и отдыха (parque de cultura e descanso), típico das grandes cidades do estado na época. Possuía uma roda-gigante, um bate-bate, balanços tematizados, um paratrooper e barracas.

## Galeria

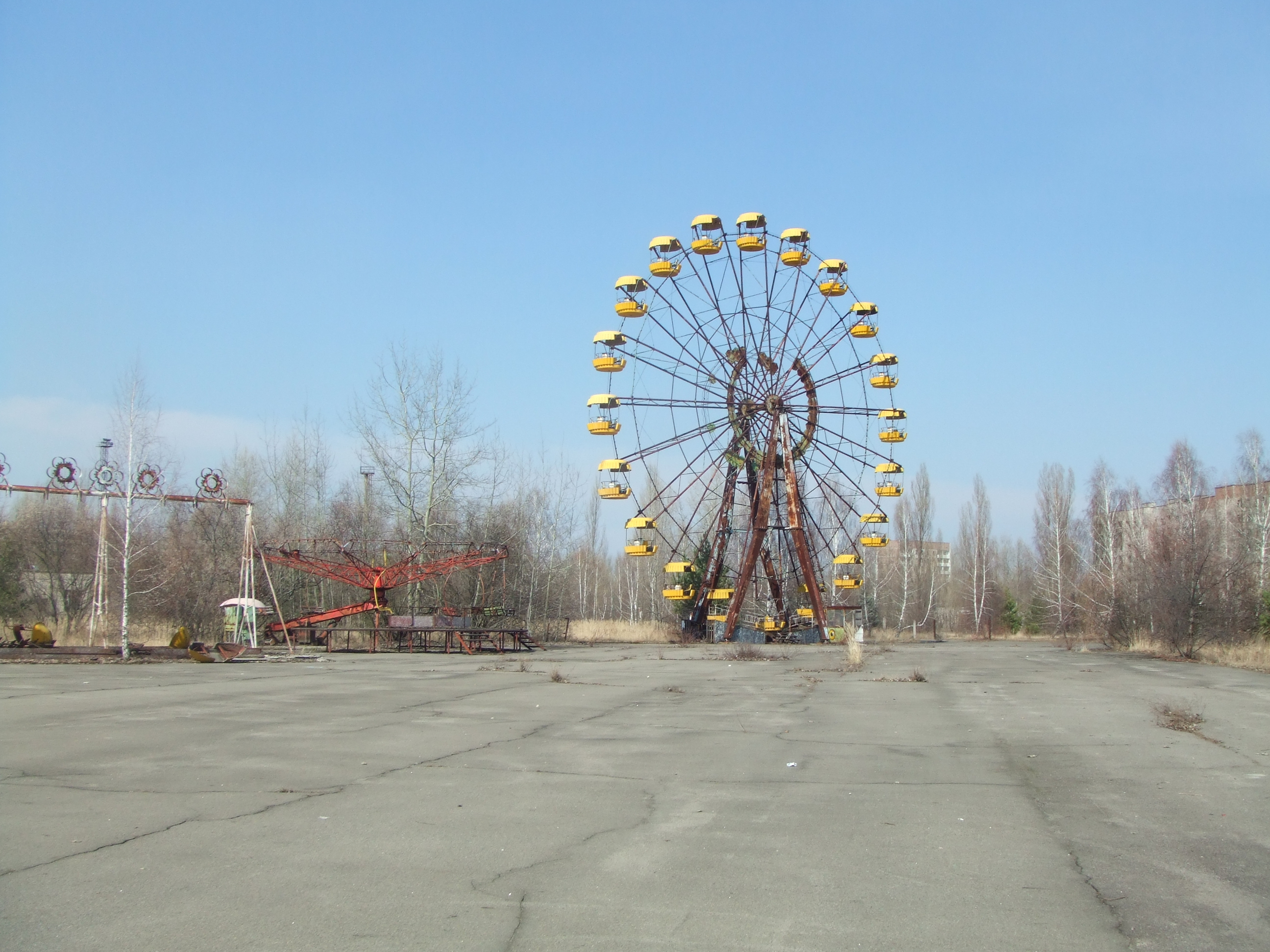
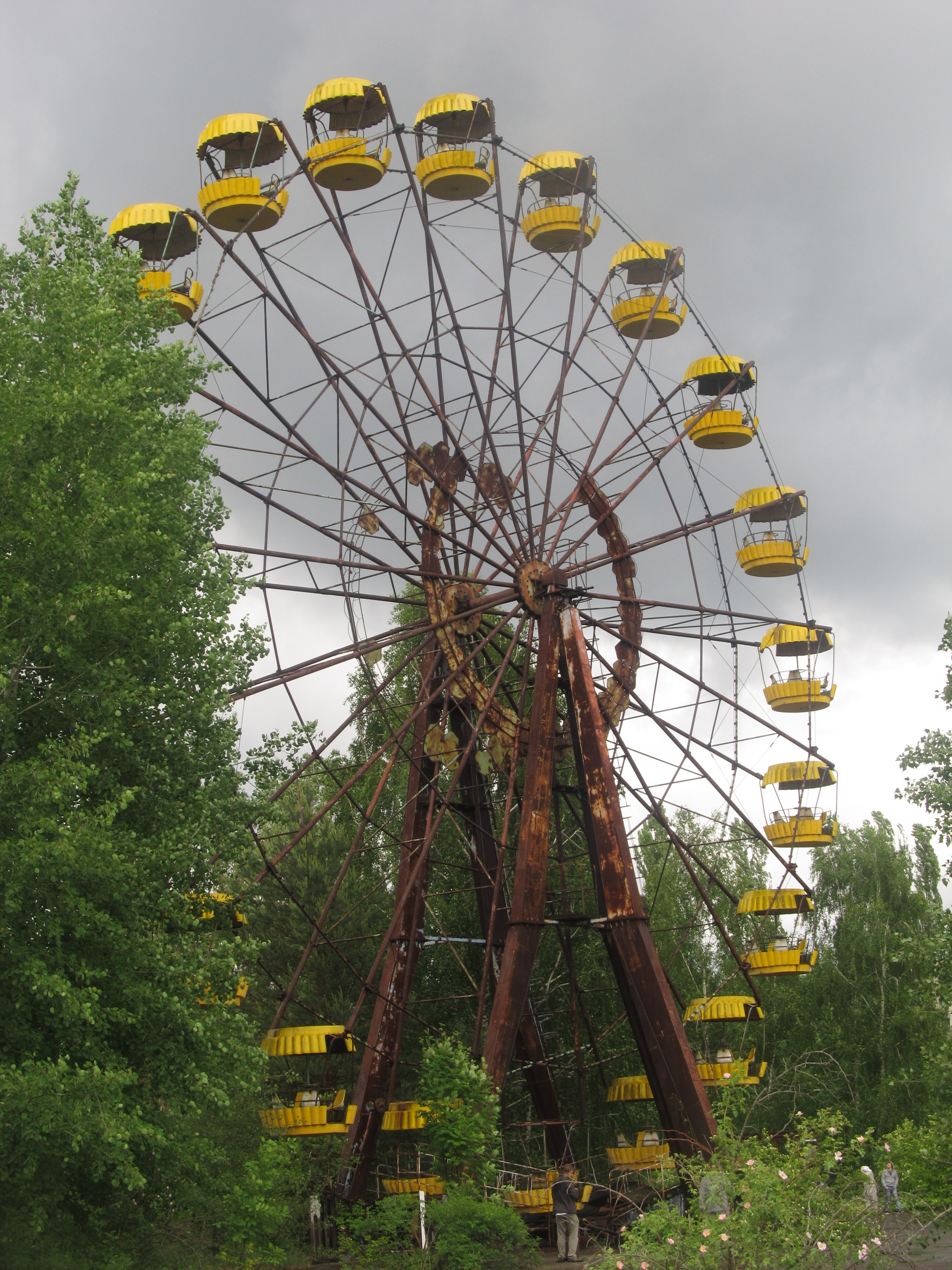
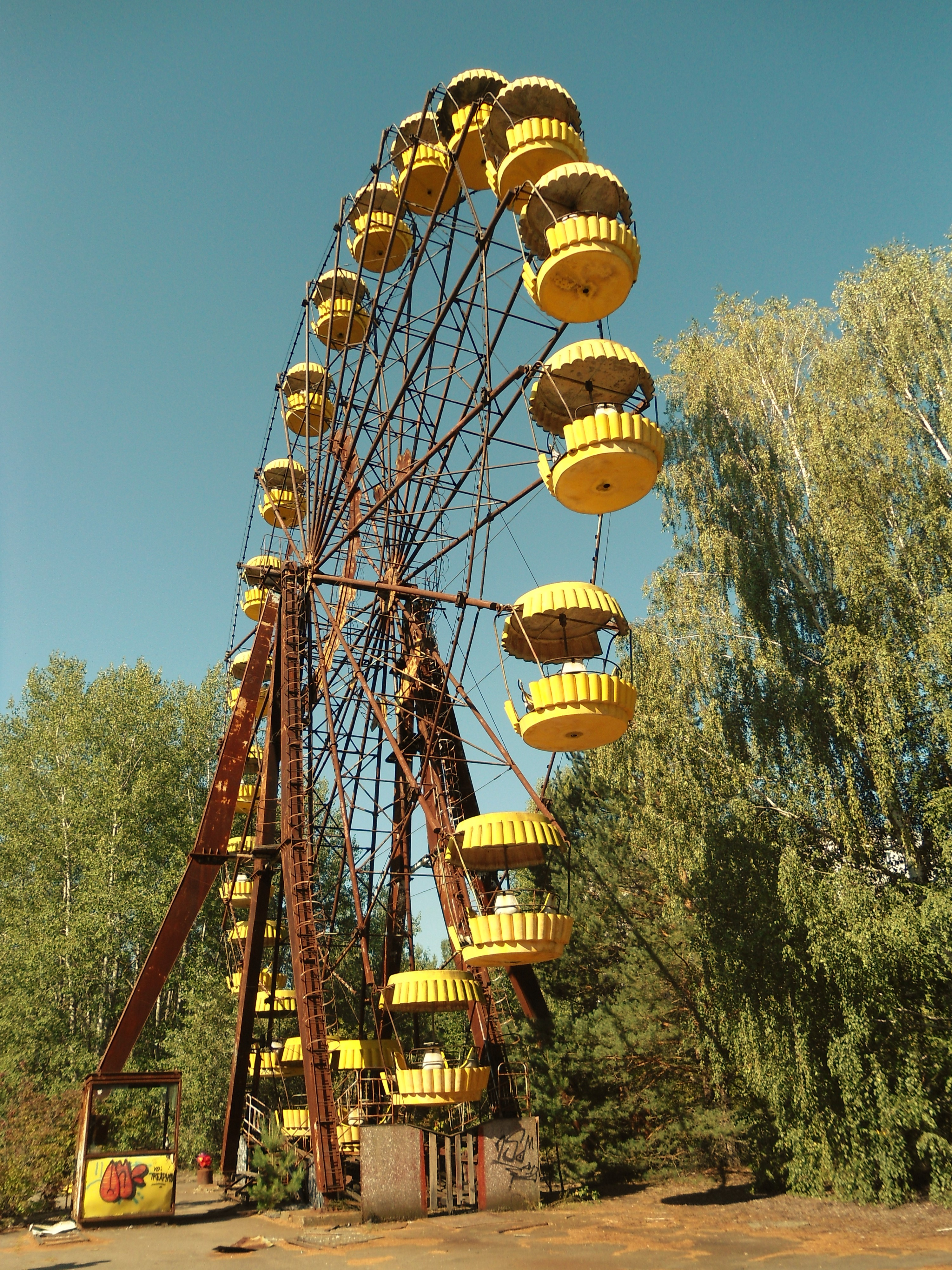
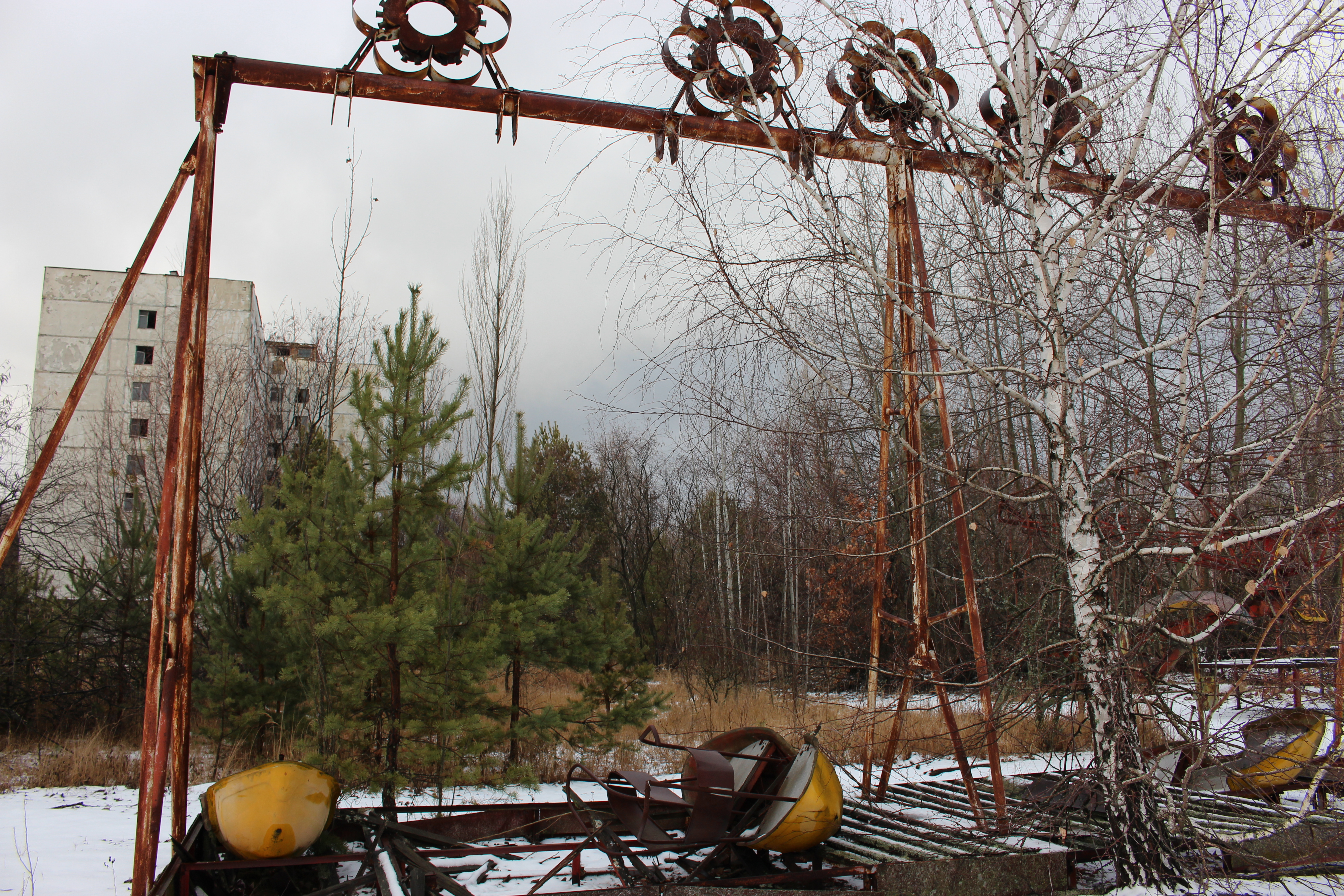
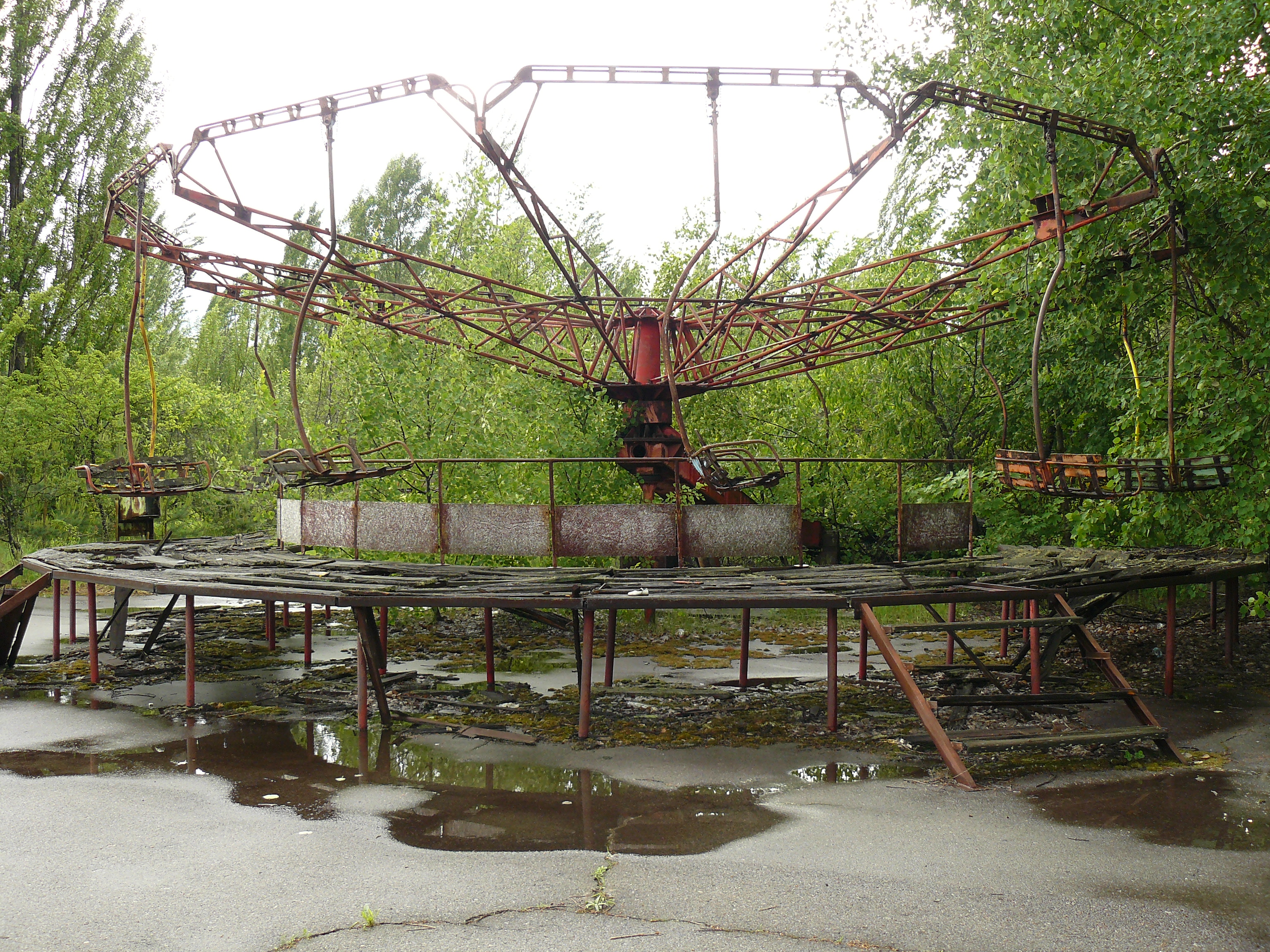
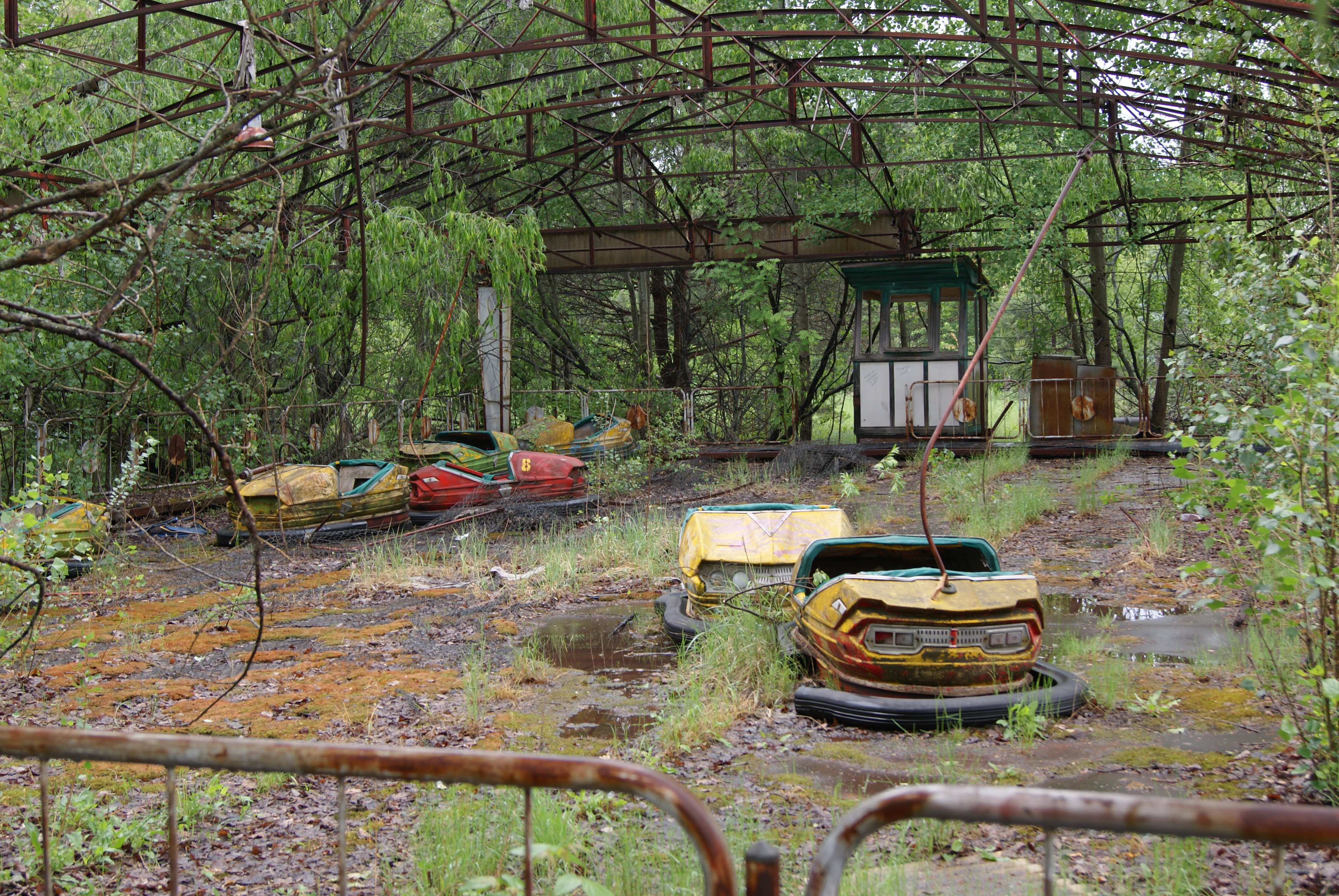
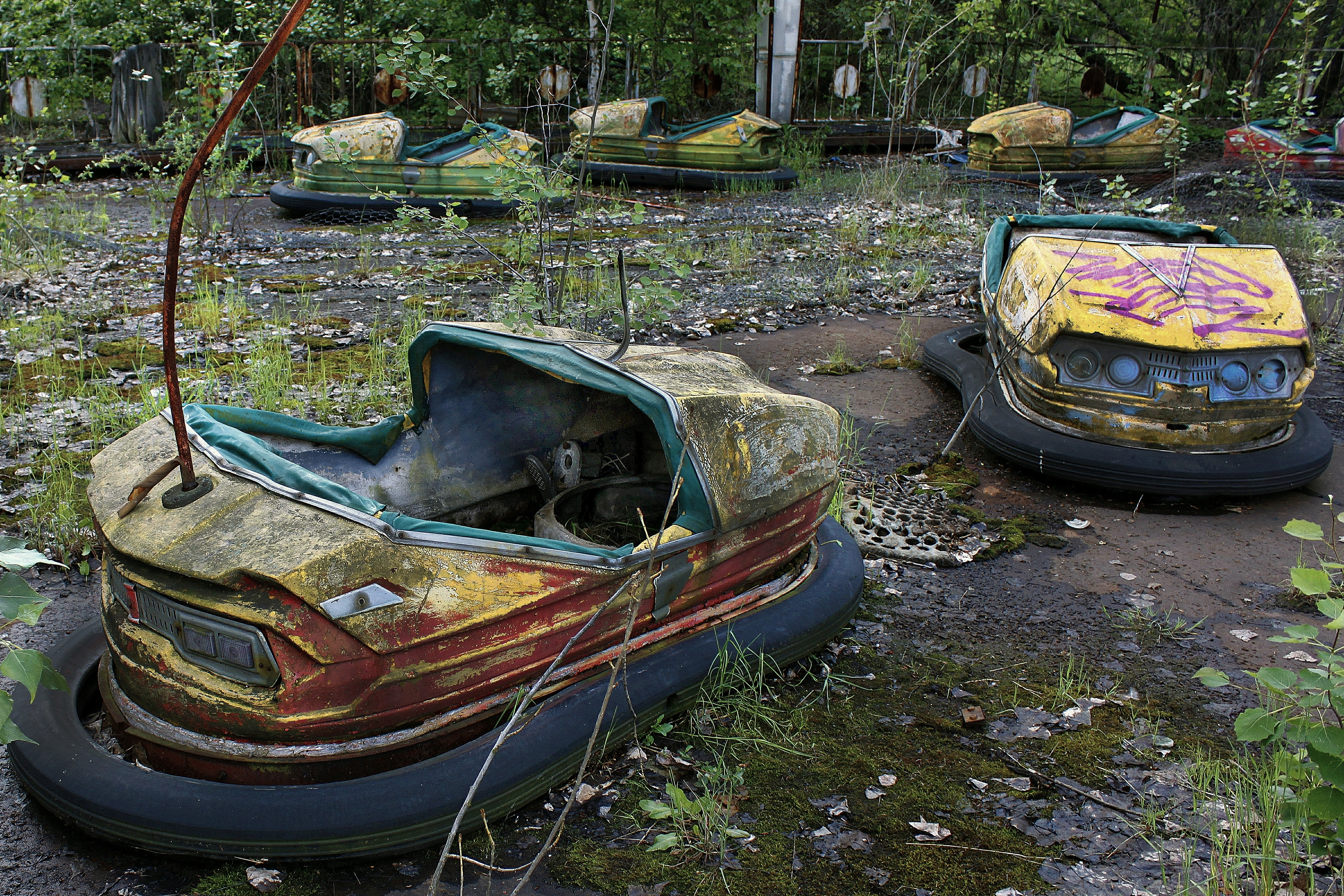
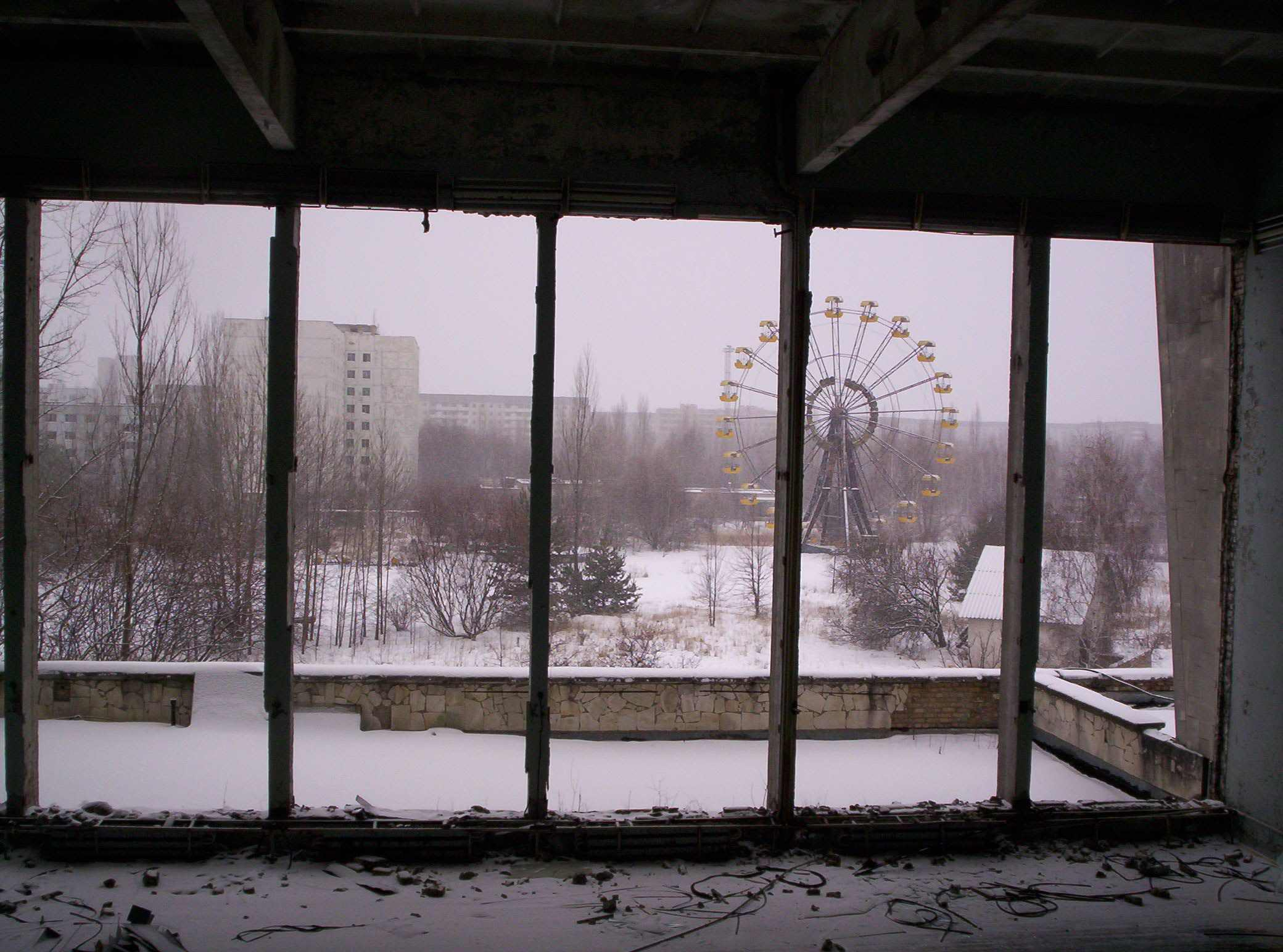